# Spasalus kaupi
Spasalus kaupi es una especie de coleóptero de la familia Passalidae.

## Distribución geográfica
Habita en Perú.